# Jedynkowy system liczbowy
Jedynkowy system liczbowy – najprostszy możliwy system liczbowy do zapisu liczb naturalnych. 
Do przedstawiania liczb w tym systemie stosuje się wyłącznie jeden znak, np. |, oznaczający liczbę 1. Znak ten powtarza się tyle razy, ile wynosi wartość przedstawianej liczby. Tak więc np. 3 w systemie jedynkowym jest zapisywane jako |||, a 10 to ||||||||||. Takim systemem posługują się nieliczne społeczności, np. Pigmeje. 
Dane archeologiczne wskazują, że pewnymi wariantami systemu jedynkowego posługiwały się dawne kultury. Liczbę przedstawiano, tworząc konwencjonalne zbiory zastępcze (np. specjalne układy jednakowych kamieni, muszli, patyków lub nacięć) mające tyle elementów co dany zbiór. W 1937 r. w stanowisku archeologicznym  na Morawach znaleziono kość wilka sprzed 30 000 lat, na której było naciętych 55 karbów pogrupowanych po 5 i dalsze kreski. Niewątpliwie wiązało się to z jakimś liczeniem i zapisywaniem wyniku, podobnie jak nacięcia na kości pawiana z Ishango w Kongu Belgijskim. Znacznie starsze (sprzed ok. 44 000 lat) są 29 nacięcia na kości pawiana w Lebombo w południowej Afryce
. 
Jedynkowy system liczbowy realizowany był też w postaci węzełków na sznurach w prekolumbijskiej Ameryce Południowej (kipu) i na Dalekim Wschodzie, a także przez użycie glinianych kamieni rachunkowych w Mezopotamii. Ongiś w majątkach pracę chłopów nadzorował karbowy, który na swym pręcie, zwanym rabosz, nacinał karby, tworząc równoliczne zbiory zastępcze i rejestrując ilościowe efekty wykonanej pracy. Funkcję zbiorów zastępczych pełnią też sznury modlitewne; powtarzalnym znakiem jest koralik. 
System jedynkowy jest w praktyce mało wygodny. Już przy stosunkowo niedużych liczbach, takich jak np. sto, zapisywanie ich w systemie jedynkowym jest uciążliwe. Użyteczny zaś bywa wariant tego systemu, w którym kolejne kreski stawia się tak, aby utworzyły jakieś proste figury (np. cztery kreski tworzą kwadrat, a piąta jest przekątną, bądź też cztery pionowe kreski przekreśla się piątą); taki sposób, w którym wystarczy potem policzyć piątki, stosowany bywa np. przy liczeniu głosów na zebraniach. 
System jedynkowy można formalnie traktować jako dość specjalny addytywny system liczbowy.
Operacje dodawania i odejmowania da się tu sprowadzić do prostego, mechanicznego łączenia i obcinania zapisów liczb. Dodanie polega na konkatenacji, np. dodając ||| (tzn. 3) i ||||| (5) mechanicznie skleja się te liczby: |||+||||| = ||||||||.
Jeżeli zaś chce się odjąć od ||||| liczbę |||, wystarczy, że przyłoży się te zapisy jeden pod drugim i usunie wspólną część.